# Ptecticus niger
Ptecticus niger är en tvåvingeart som beskrevs av Lindner 1955. Ptecticus niger ingår i släktet Ptecticus och familjen vapenflugor.
Artens utbredningsområde är Kongo. Inga underarter finns listade i Catalogue of Life.